# Polymyxa graminis
Espèce
Polymyxa graminis est une espèce de cercozoaires de la famille des Plasmodiophoridae.
Ce pseudo-champignon, parasite obligatoire des racines, est le vecteur de plusieurs phytovirus, dont le virus (BaYMV) barley yellow mosaic virus, qui est l'agent pathogène de la mosaïque jaune de l’orge.

## Liste des formes
Selon NCBI (30 septembre 2014) :
- forme Polymyxa graminis f. sp. temperata
- forme Polymyxa graminis f. sp. tepida